# Euxoa vitta
Euxoa vitta is een vlinder uit de familie uilen (Noctuidae). De wetenschappelijke naam is voor het eerst geldig gepubliceerd in 1789 door Esper.
De soort komt voor in Europa.